# SN 2010dm
SN 2010dm – supernowa typu Ia odkryta 23 maja 2010 roku w galaktyce A121133+4716. W momencie odkrycia miała maksymalną jasność 18,20m.